# Mustafa Nasirov
 (juillet 2023).
Pour les articles homonymes, voir Nasirov.
Mustafa Nasirov (en azéri: Mustafa Cəfər oğlu Nəsirov; né le 25 octobre 1921 à Derbent et mort le 27 mai 2012 à Bakou) est un chef adjoint des troupes du célèbre district frontalier transcaucasien du KGB en URSS (1972-1987), premier président du Conseil républicain des anciens combattants de la guerre, du travail et des forces armées (1987). 

## Biographie
En 1938 Mustafa Djafar oglu Nasirov est diplômé de l'école pédagogique de Derbent, en 1940 il termine l'Institut d'État des enseignants du Daghestan. En 1940-1942, il travaille comme enseignant à l'école rurale de Sabnov. En 1942, après avoir terminé un cours de trois ans en neuf mois à l'École militaire des troupes frontalières de Saratov, Nasirov est envoyé pour servir dans le district frontalier d'Asie centrale. De 1948 à 1952, il étudie à l'Institut militaire du ministère de la Sécurité d'État de l'URSS. De 1968 à 1987, Nasirov est chef adjoint,  puis chef du département militaire opérationnel du district frontalier transcaucasien du KGB de l'URSS. 

## Retraite
En 1987, Nasirov prend sa retraite et nommé président du Conseil républicain d'Azerbaïdjan des anciens combattants de la guerre, du travail et des forces armées de l'URSS. De 1993 à 1995, il travaille comme conseiller principal au ministère de la Sécurité nationale de la République d'Azerbaïdjan sur les questions frontalières. 
Mustafa Nasirov est le premier Azerbaïdjanais à avoir atteint le grade de général de division dans les troupes frontalières.

## Mémoire
Une des rues de Derbent porte le nom du général Mustafa Nasirov.